# Oxalis psilopoda
Oxalis psilopoda är en harsyreväxtart som beskrevs av Porphir Kiril Nicolai Stepanowitsch Turczaninow. Oxalis psilopoda ingår i släktet oxalisar, och familjen harsyreväxter. Inga underarter finns listade i Catalogue of Life.